# Club Estudiantes de La Plata
O Club Estudiantes de La Plata, comumente referido como Estudiantes de La Plata, é um clube de futebol localizado na cidade de La Plata, capital da província de Buenos Aires, na Argentina. Manda seus jogos no Estádio Jorge Luis Hirschi. Atualmente, disputa a Primera División, o torneio de maior nível do país.
O Estudiantes possui sucesso em nível nacional e internacional. O Estudiantes foi o primeiro time de fora dos tradicionais "cinco grandes" a ganhar um título de liga na era profissional. Também é um dos clubes argentinos com mais sucesso internacional, com seis títulos internacionais, incluindo quatro Copa Libertadores, uma Copa Intercontinental e uma Copa Interamericana.
O clube também compete no basquetebol, handebol, natação, golfe, hóquei em campo, judô e voleibol.
O apelido do Estudiantes é "pincha", por conta de ter sido fundado majoritariamente por estudantes de medicina, chamados debochadamente por seus rivais como "pincharratos", por motivo de supostamente fazerem dissecações de ratos em seus estudos, apelido com tom negativo que foi absorvido pelos seus torcedores, como no caso de tantos outros clubes.

## História

### O início
O Estudiantes de La Plata iniciou suas atividades em 4 de agosto de 1905. É um clube que encarnou na sua trajetória o espírito copeiro, designado para caracterizar os clubes que fazem de suas partidas uma verdadeira batalha. Seu nascimento foi fruto de uma dissidência do Gimnasia de La Plata, desde então seu arquirrival. Os fundadores eram associados do Gimnasia de La Plata e incomodados com a falta de espaço reservado ao futebol nas prioridades do clube, mais interessado em promover atividades sociais e esportes de salão. Tomás Shendden, um egresso da English High School (berço do primeiro grande time de futebol argentino, o Alumni) comandou o movimento de fundação do Club Atlético Estudiantes, assim denominado, porque seus vinte fundadores eram estudantes. Adotou as cores da English High School – a malha listada em vermelho e branco, calções e botas pretas. Seu primeiro presidente, Miguel Gutiérrez, foi eleito em 28 de agosto do mesmo ano.
A maneira como o Estudiantes surgiu foi muito importante para acirrar a rivalidade entre os dois clubes de La Plata. O Estudiantes só aceitava jovens com estudos, enquanto o Gimnasia, contrariando sua origem, passou a incorporar os menos favorecidos da cidade, principalmente os oriundos de bairros operários como Berisso e Ensenada. Fato que alimentou o nascimento de um dos maiores clássicos do futebol argentino: Estudiantes x Gimnasia.
Naquela época, o futebol já despertava grande paixão na Argentina: equipes como o Lomas Athletic, Quilmes Athletic, Belgrano, Lobos, San Isidro, Porteño, Reformer, Barracas, San Martín, Nacional e Argentinos de Quilmes, se enfrentavam em sucessivos torneios organizados pela Associação Argentina de Futebol, cujo ganhador habitual era o Alumni.

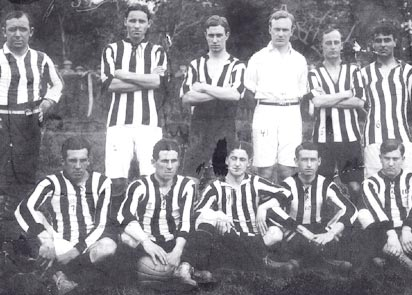
Equipe do Estudiantes em 1912

Em 1906 o clube se inscreveu na Federação Argentina de Futebol, onde disputou campeonatos até 1931. A ascensão para a Liga Maior envolveu triunfos sobre River Plate e Independiente nas divisões inferiores.
Seu primeiro título foi conseguido no ano de 1908, quando consagrou-se campeão da quarta divisão, vencendo o River Plate na partida final por 3 a 1. Em 1911 chegou a primeira divisão derrotando o Club Atlético Independiente por 3 a 0, em uma campanha com 13 vitórias, 4 empates e apenas uma derrota, com 49 gols a favor e 14 contra.
Em 23 de novembro de 1913, o Estudiantes conquistou o seu primeiro título da primeira Divisão, obtendo uma incrível campanha com 14 vitórias em 18 partidas. Esta conquista permitiu ao clube, disputar a copa Rioplatense, contra o campeão uruguaio, no caso o River Plate de Montevideo. O Estudiantes conquistou a copa, vencendo o campeão uruguaio por 4x1, entretanto analises recentes dizem que tal partida nunca ocorreu.
Em 1916, 3 anos após a conquista pincha, um recuperado Gimnasia de La Plata chegaria à primeira divisão, iniciando a disputa do maior clássico da cidade.
Ao final da década de 1920, o Estudiantes apresenta uma linha atacante mítica, denominada Los Profesores: Miguel Ángel Lauri - Flecha de Oro, Alejandro Scopelli - el Conejo, Alberto Zozaya - Don Padilha, Manuel Ferreira - el Piloto Olímpico e Enrique Guaita - el Indio. Dois jornalistas esportivos da época, Félix Daniel Frascara e Diego Lucero, consideraram Los Professores como a primeira grande expressão da arte coletiva dentro de um campo de futebol. Este é considerado um dos quintetos mais célebres do futebol profissional na argentina, comparável com o Independiente de 1939 (Maril, De la Mata, Erico, Sastre e Zorrilla) e com La Máquina do River (Muñoz, Moreno, Pedernera, Labruna e Loustau).
Além de grandes exitos na era amadora, como no campeonato de 1930, quando levaram o Estudiantes ao vice-campeonato com 27 vitórias, 2 empates e 6 derrotas; os cinco Professores viriam a fazer história no início da era profissional da argentina, quando o quinteto foi desfeito com a saída de três integrantes ao futebol europeu.

### O profissionalismo
A estreia do Estudiantes de La Plata no futebol profissional argentino foi em 1º de junho de 1931, com uma vitória diante do Talleres por 3 a 0 e nesta mesma partida Alberto Zozaya marca o primeiro gol da era profissional do futebol argentino, 1931 foi o primeiro ano do campeonato profissional na Argentina, neste mesmo ano a linha de ataque do Estudiantes criou um recorde histórico: 103 gols em 34 jogos, sendo 16 a mais que o campeão Boca. Ficou em terceiro lugar no campeonato com 44 pontos, logo atrás do San Lorenzo de Almagro com 45 e o Boca Juniors com 50.
Com a brilhante geração dos Los Professores a equipe platense terminava de maneira brilhante a era amadora e começara a era profissional no mesmo nível. Dos 5 já referidos geniais atacantes apenas Scopelli foi oriundo das divisões de base da equipe. Segundo ele o Estudiantes não foi campeão do primeiro torneio profissional por causa das arbitragens. O cérebro da equipe era Nolo Ferreira, chamado de el Piloto Olímpico; por ter ocupado o posto de atacante central nos Jogos Olímpicos de Verão de 1928 em Amsterdam quando a Argentina terminou em segundo lugar; inteligente dentro de campo, era a referência de todos os seus companheiros. Dom Padilha e el Conejo ensaiavam combinações de jogo chamadas paredes. Segundo Ferreira, Zozaya foi um dos melhores cabeceadores de todos os tempos. Lauri era um ponteiro veloz com um cruzamento preciso e Guaita tinha grande arrancada e velocidade.
O Estudiantes nos dois primeiros campeonatos profissionais ganhou 36 partidas, empatou 12 e perdeu 20. Marcou 184 gols e sofreu 114.  Dos 184 gols, 163 foram anotados pelos Los Professores sendo divididos da seguinte maneira: Zozaya (53), Scopelli (44), Guaita (35), Manuel Ferreira (16), Lauri (15). Zozaya foi artilheiro do primeiro campeonato profissional em 1931 quando anotou 33 gols, Scopelli foi o vice-artilheiro com 31 tantos. Todos os integrantes deste famoso quinteto integraram a seleção argentina, sendo que Scopelli e Manuel Ferreira disputaram a Copa do Mundo de 1930 e Lauri foi vice-campeão da Copa América de 1935.
Os principais jogadores desta equipe foram os goleiros Scandone, Latorre Lelong e Capuano; os defensores Nery, Rodríguez, Viola, Raúl e Roberto Sbarra: os volantes Usienghi, Pérez Escalá, Riolfo; e o ataque Lauri, Scopelli, Zozaya, Manuel Ferreira e Guaita. Também atuaram Comasco, Tellechea, Padrón, Appolito, Sabio, Juariste, o uruguaio Castro, Areco e Estevarena. Em 1931 esta equipe goleou por 7-0 o Chacarita, 5-2, o Independiente, 5-2, o Ferro, 5-1, o Argentinos, 8-0, o Lanús, 6-1, o Atlanta, 8-0, o Ferro, 6-3, o Racing Club, 4-1, o campeão Boca Juniors e em 1932, 6-1 no seu rival Gimnasia.
Tal formação, entretanto, não foi campeã, sendo o primeiro exemplo de uma equipe que não necessitou de títulos para ser considerada uma das melhores do profissionalismo de seu país, devido a diferenciada habilidade e capacidade goleadora. O célebre ataque pincharrata se desintegrou porque Lauri, Scopelli e Guaita foram atuar na Europa, "El Indio" Guaita foi campeão mundial com a Itália em 1934 e Scopelli também integrou a seleção azurra.
O número de grandes atacantes identificados com o Estudiantes ampliaria em 1938, quando apareceu um dos maiores goleadores da história do futebol argentino, Manuel Peregrina El Payo converteu 221 gols com a camisa pincharrata, transformando-se no maior goleador da história do clube e no quarto do futebol argentino com 231 tantos (10 gols marcados pelo Huracán). Jogou no Estudiantes até 1956 com uma temporada pelo Huracán em 1953. A partir de 1942 fez uma dupla de ataque brilhante com Ricardo "el Beto" Infante, o qual jogou no clube até 1969, também com uma passagem pelo Huracán entre 1953 e 1956. Marcou 180 gols em 329 jogos, sendo o sexto maior artilheiro da história do futebol argentino. Pelegrina se destacava por seu chute potente, Infante por sua habilidade. El Payo jogou algumas partidas pela seleção argentina, porém não muitas, pois jogou em uma época que o futebol argentino era recheado de ponteiros esquerdos, Infante disputou a copa do mundo de 1958 pela Seleção Argentina.
Outro jogador de destaque desta época foi o goleiro Gabriel Mario Ogando, que atuou no Estudiantes no longo período de 1939 até 1952, sendo um dos jogadores chaves durante a década de 1940, quando o Estudiantes obteve sempre boas posições no campeonato argentino, época esta em que o campeonato nacional era muito competitivo, destaque para dois terceiros lugares, obtidos nos anos de 1944 e 1948, sob o comando dos ex-jogadores Alberto Viola e Alberto Zozaya respectivamente.
Porém os bons desempenhos nos campeonatos disputados na década de 1940 renderam ao Estudiantes a Copa Adrián Escobar, um torneio de carater regular disputado no final da temporada entre os 7 primeiros colocados da Primeira Divisão, e em 1945 a Copa de la República, cujas finais foram disputadas em 1946 contra o Boca Juniors, o primeiro confronto terminou 4-4 e o jogo de desempate disputado em 18 de dezembro terminou 1x0 para a equipe platense com gol de Pelegrina.
Os anos 1950 foram complicados, com a primeira queda à segunda divisão ocorrida em 1953, entretanto a equipe voltou a primeira divisão no ano seguinte fazendo uma grande campanha, com 19 vitórias, 8 empates e 7 derrotas; esta equipe tinha novamente Manuel Pelegrina como goleador. Não diferente foi o início dos anos 1960, com o perigo do rebaixamento  em 1963, quando a equipe deveria decidir a queda para a segunda divisão em uma partida contra o Lanús, entretanto, o time de La Plata foi beneficiado por uma virada de mesa que suspendeu o descenso por três anos. O clube aproveitou o indulto para investir profundamente nas categorias de base. Processo que propiciou o nascimento de uma esquadra juvenil quase imbatível chamados "la tercera que mata", cujos integrantes, tempos depois, integraram a gloriosa equipe campeã da américa e do mundo.

### A hegemonia mundial

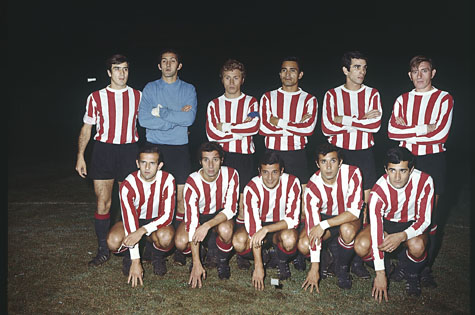
A equipe que conquistou a Copa Libertadores da América de 1968

Em 15 de janeiro de 1965 firmou-se contrato com o técnico Osvaldo Zubeldía, com um único objetivo: distanciar o Estudiantes do risco de voltar a série B, que naqueles anos era seu companheiro inseparável. Não prometeu, senão, falar pouco, trabalhar muito, viver para o futebol 24 horas dos seus 7 dias da semana e dar exemplo sempre. Como não havia muito dinheiro foram contratados jogadores baratos (Carlos Bilardo, Enry Barale, Hugo Spadaro, Roberto Santiago, Marcos Conigliaro), unidos ao melhor do bom time de juniores vice-campeões nacionais em 1964 (Poletti, Aguirre Suárez, Malbernat, Manera, Pachamé, Echecopar, Eduardo Flores e Verón) assim estava desenhada a equipe que comoveu a história do clube e do futebol argentino.

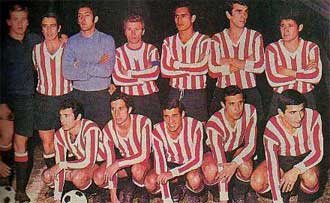
A equipe que conquistou a Copa Libertadores da América de 1969

Em 1967 o Estudiantes conquistaria o Campeonato Metropolitano, dando início a uma sequência de feitos gloriosos. Foi o primeiro clube que não pertencia ao seleto grupo dos 5 maiores da argentina (Independiente, Racing, Boca Juniors, San Lorenzo, River Plate) a vencer um torneio oficial na era profissional. Nas semifinais a equipe de La Plata obteve uma virada incrível contra o Platense no campo do Boca; perdia por 3 a 1, tinha um homem a menos devido a lesão de Barale e conseguiu vencer por 4 a 3 com gols de Conigliaro, Verón, Bilardo de voleio e Madero de penalti.  Tal conquista seria consolidada em 6 de agosto com uma vitória sobre, o atual campeão da Taça Libertadores, Racing Club por 3 x 0, com direito a um golaço de bicicleta de la bruja Véron.

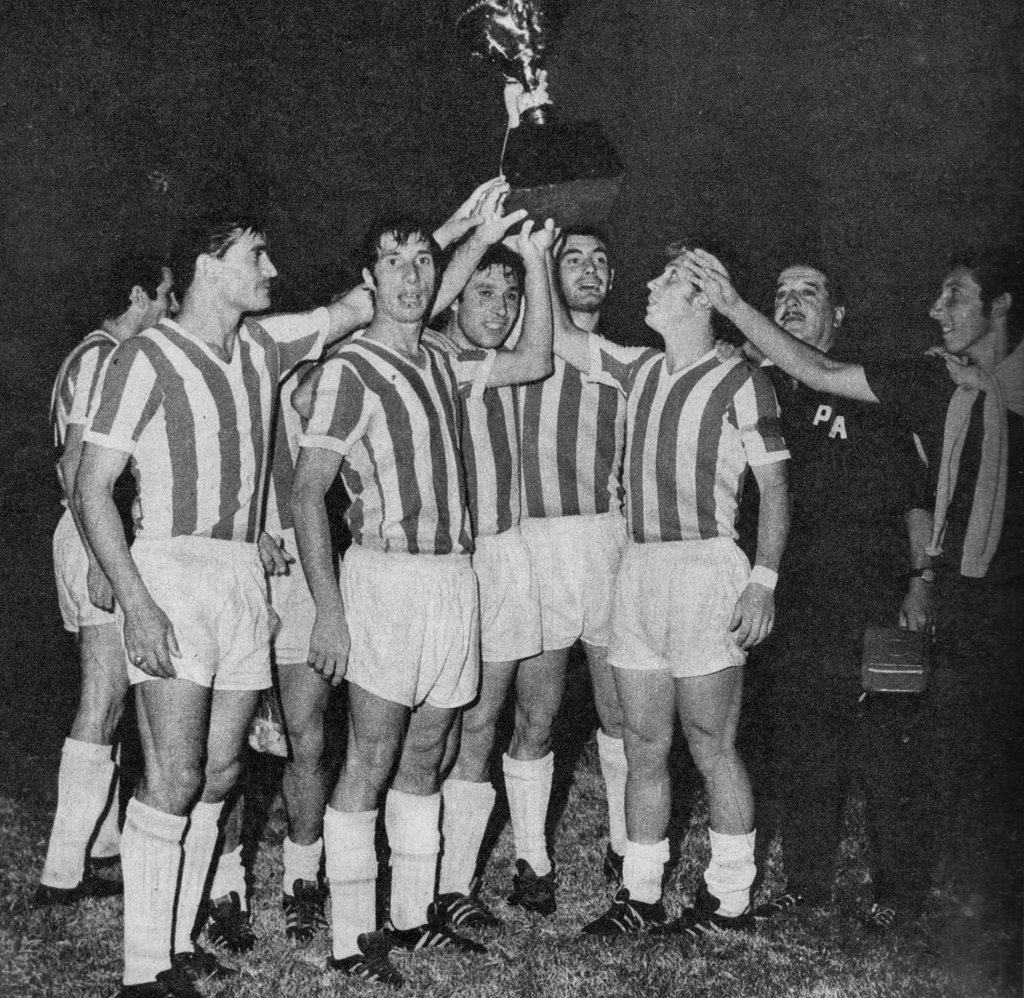
Parte do plantel levantando a Copa Interamericana de 1969.

Este Estudiantes cultuava a bola parada e a sistematização dos movimentos coletivos, cada jogada era ensaiada com obsessão. Marcado por inovações táticas, linha de impedimento como recurso, a organização, o detalhe, a catimba, escanteios fechados. Esta metodologia empregada por Zubeldía era revolucionária demais para uma época onde o futebol era invariavelmente ofensivo. Ele defendia a máxima: Defender primeiro, atacar, depois. Tal comportamento despertava a crítica de inúmeras pessoas, dentro e fora do futebol, Zubeldía defendia-se dizendo que atacava as certezas nunca comprovadas instaladas no imaginário popular. Certa vez ele falou: Dizem que nosso futebol é uma vergonha, que não deixamos o jogo acontecer, que perdíamos tempo; talvez tenham alguma razão, porém é preciso esclarecer as coisas. Isto é um negócio e a única coisa que importa é ganhar. Todavia, além dos progressos táticos e extra campo que esta equipe implementou estava também recheada de grandes valores; possuíam a qualidade de Alberto Poletti debaixo das traves, Eduardo Manera e Raúl Madero nas laterais, as idas e voltas de Bocha Flores e o talento diferenciado do ponta esquerda la Bruja Verón. Junte-se a isto a vitalidade dos defensores Ramón Aguirre Suárez e Oscar Malbernat, a inteligência de Pachamé, as arrancadas de Felipe Ribaudo, o oportunismo de Marcos Conigliaro e, sobretudo, a astucia de Carlos Bilardo que dentro do campo era o decodificador das mensagens de Zubelía e controlava o clima das partidas. Com todo este cúmulo de trabalho, futebol e astucias, o Estudiantes fez milagres, realizou façanhas e chegou a glória.
Classificou-se para a Copa Libertadores da América de 1968 graças ao vice-campeonato no torneio Nacional, quando a equipe foi vice-campeã invicta, fato único até hoje na história do futebol argentino. Neste ano os dois representantes argentinos dividiram o grupo com dois times da Colômbia. O Estudiantes se classificou em primeiro e foi à segunda fase, jogando um triangular contra Independiente e Universitário do Peru. Foi novamente primeiro colocado, indo às semifinais jogar contra o campeão do torneio anterior, o Racing Club de Avellaneda e vencendo-o no saldo de gols. Conseguiu assim vaga para disputar o jogo final contra os brasileiros do Palmeiras de Ademir da Guia, Valdir, Dudu e Tupãzinho. No primeiro jogo em La Plata o Palmeiras começara vencendo por 1x0 gol de Servílio, entretanto o Estudiantes conseguiu uma virada sensacional, aos 38 do segundo tempo La Bruja "varreu" 4 defensores do time brasileiro e empatou a partida e aos 43 bocha Flores deu números finais ao jogo, 2x1 para o Estudiantes. Na partida de volta a equipe brasileira venceu por 3x1 em São Paulo, levando a decisão para um jogo de desempate em Montevidéu, o qual terminou com vitória Pincha por 2x0, gols de Ribaudo e "La Bruja" Verón. O Estudiantes de La Plata conquistava assim sua primeira Copa Libertadores da América. O trabalho de Miguel Ignomiriello (diretor das categorias de base), Osvaldo Zubeldía (treinador), Jorge Kistenmacher (preparador físico) e Mariano Mangano (presidente) mostrava sua eficácia.

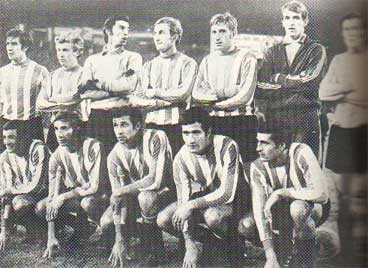
A equipe que conquistou a Copa Libertadores da América de 1970 com destaque para Carlos Bilardo (segundo agachado, da esquerda para a direita)

Como campeões da América, estavam credenciados para a disputa do mundial de clubes contra o campeão europeu, o Manchester United de Matt Busby, Bobby Charlton e George Best. O primeiro jogo foi no caldeirão de La Bombonera, com a receptividade que todos os times estrangeiros sempre tiveram na Argentina. O resultado foi 1x0 gol de Conigliaro. Para conquistar o título, porém, era preciso viajar até Manchester e empatar no Old Trafford. Enojados pelo fiasco do argentino Antonio Rattín na Copa do Mundo de 1966 (que ao protestar por sua expulsão, amassou uma bandeira britânica), os torcedores ingleses receberam os jogadores argentinos com hostilidade semelhante à vista no jogo de ida. Animals, animals, gritaram para os platinos na sua entrada em campo. Aos sete minutos, La Bruja Verón calaria a torcida britânica com uma cabeçada, 1x0. Morgan empataria no último minuto, mas o mundial pertencia ao clube pincharrata, que conquistava assim o maior campeonato de clubes do mundo.
No campeonato nacional o Estudiantes continuava com campanhas destacadas, no Metropolitano de 1968 foi novamente vice-campeão. Após derrotar o Vélez Sarsfield nas semifinais foi derrotado na final no estádio Monumental pelo San Lorenzo por 2 x 1.
Em 13 de Fevereiro de 1969, disputou e ganhou a Copa Interamericana contra o Toluca do México, jogando as partidas finais no Estádio Azteca na Cidade do México e em seu estádio em La Plata, entretanto com curiosa vitória para os visitantes nas duas partidas e em ambas por 2x1, tornou-se necessário uma partida de desempate, realizada no estádio de Montevidéu, com vitória dos pincharratas por 3x0, dois gols de Marcos Conigliaro e outro de Eduardo Bocha Flores.
Outras duas vezes consecutivas o Estudiantes de La Plata seria campeão da Libertadores. Em 1969, foram necessários apenas dois jogos. Na época, o campeão se classificava direto à semifinal: o clube de La Plata derrotou a Universidad Católica e depois o Nacional do Uruguai, onde jogavam os experientes Manga e Ancheta. Em outubro, jogaram o mundial contra o Milan: levaram 3x0 na Itália e tentaram vencer na base da força em La Bombonera. O 2x1 não foi suficiente, o Milan foi campeão e as agressões desmedidas no campo de jogo levaram três jogadores pinchas - Poletti, Manera e Suárez – para a delegacia.
Em 1970, mais uma vez classificado direto às semifinais, o Estudiantes venceu o River e depois o Peñarol de Figueroa. Só foi preciso um gol – de Togneri, no primeiro jogo – e depois segurar um empate em 0 no Centenário para o tricampeonato. Jogaram a intercontinental contra o Feyenoord, empatando em 2x2 na Bombonera e perdendo por 1x0 no De Kuip, em Roterdã. Em 1971, mais uma vez o Estudiantes chegaria à final do torneio continental, mais uma vez contra o Nacional de Montevidéu. Perderia por 2x0 num jogo de desempate em Lima, após vitórias de 1x0 como locais de ambos os times.
A partir desta época uma série de práticas desta equipe do Estudiantes passaram a ser adotadas por várias equipes na Argentina e no Mundo, tais quais, concentração dias antes do jogo, jogadas ensaiadas, estudo detalhado do adversário, escanteios fechados etc… Deste então temos acusadores e defensores do futebol praticado pela polêmica equipe de Zubeldía, os primeiros acusam a equipe de praticar antifutebol, fazendo referência a supostas condutas antidesportivas que os jogadores do plantel haviam abusado, os defensores todavia, apontam para ruptura de quase 40 anos de futebol que aquela equipe fizera, contrariando o futebol tradicional praticado pela Argentina na época, para um modelo baseado na disciplina e no jogo duro. Desde então duas correntes futebolísticas distintas surgiram. A Argentina campeã do mundo em 1978 de Menotti era adepta do estilo clássico mais ofensivo, entretanto a equipe bicampeã do mundo em 86 aderiu o lado oposto e tinha como treinador Carlos Bilardo, um dos símbolos do Estudiantes de Zubeldía.
O ano de 1971 encerraria um ciclo de glórias para o Estudiantes. Glórias contestadas por aqueles que consideram o futebol praticado pelos comandados de Osvaldo Zubeldía uma síntese do antifutebol: jogo duro, condicionamentos extra-campo, virilidade. Inegável dizer porém que o Estudiantes conquistou seu espaço baseado numa escola de planejamento e extrema disciplina.

### O brilho dos anos 1980
Bilardo voltou ao Estudiantes em 1971 como técnico, evitando um rebaixamento certo. Retornou a mesma função em 1973 e em 1975 quando foi vice-campeão argentino ficando atrás do River Plate em um octagonal final.
A segunda colocação neste torneio permitiu disputar uma partida classificatória para a copa Libertadores de 1976 contra o Huracán, vice-campeão do Metropolitano de 1975. O jogo foi disputado no estádio do Racing Club em janeiro de 1976, o Estudiantes venceu por 3 x 2 obtendo a classificação para o máximo torneio do continente pela quinta vez em sua história.
A base da equipe foi mantida para os anos seguintes (exceto Juan Ramón Verón, que se retirava momentaneamente do futebol profissional) o que acarretou em boas campanhas nos campeonatos locais de 1976 e 1977. Na Libertadores o desempenho foi razoável, com 4 vitórias em 6 partidas, todavia não foi suficiente para terminar em primeiro no Grupo 1 e passar a fase seguinte. No Metropolitano de 1976 ficou em terceiro a apenas 5 pontos do campeão Boca Juniors; e no Nacional do mesmo ano, com apenas 3 derrotas em 16 partidas esteve apenas a um ponto de disputar a final do campeonato.
A equipe platense voltaria a disputar o título no Nacional de 1977, após uma primeira fase brilhante com 10 vitórias em 14 jogos, a equipe pincharrata acabou eliminada nas semifinais pelo futuro campeão Independiente, com um empate de 1x1 em La Plata e uma derrota por 3x1 no jogo de volta em Avellaneda. Nesta época se destacaram jogadores como Sergio Elio Fortunato e Carlos López. Alguns anos depois, em 1981 se destacaria Patricio Hernández o qual seria transferido para o Torino da Itália por uma quantia record para o Estudiantes, isto permitiu formar a grande equipe do ano de 1982, esta nova geração levaria novamente para La Plata o título argentino.
No ano de 1982 com a volta de Carlos Bilardo como Técnico, constrói-se uma equipe bastante equilibrada, com jogadores como Miguel Ángel Russo, José Luis Brown, Alejandro Sabella, José Daniel Ponce, Marcelo Antonio Trobbiani, Guillermo Trama e Hugo Ernesto Gottardi; alguns deles foram campeões mundiais em 86 com a Seleção Argentina. Com 21 vitórias, 12 empates e 3 derrotas, esta equipe consagrou-se Campeã do Metropolitano 1982, o que resultou na ida de Bilardo á Seleção Nacional.
Por pouco, o clube de La Plata não foi à Libertadores. Segundo colocado no campeonato nacional de 1982 (derrotado pelo Quilmes) chegou às semifinais da copa de 1983. Protagonizou uma jornada heroica contra o Grêmio, onde a derrota por 3x1 eliminava o clube na penúltima rodada do triangular. Com sete jogadores em campo e uma torcida inflamada, conseguiu o empate cedido pelo Grêmio pela falta de segurança no momento. Os desfalques, porém, foram decisivos na partida seguinte: um empate em zero contra o eliminado América de Cali eliminou o clube platense. No mesmo ano, um mês antes, o Estudiantes seria campeão argentino mais uma vez, vencendo nas finais o Independiente. A brilhante geração de Ponce, Brown, Gottardi e Trobbiani, liderada por Carlos Bilardo (campeão como jogador pelo clube na gloriosa década de 1960, e dentro de alguns anos do mundo, pela seleção argentina) escrevia seu nome na história.

### Os anos 1990 e a atualidade

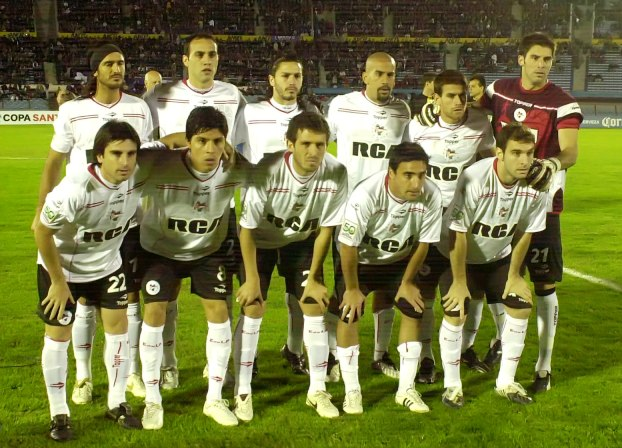
A equipe que conquistou a Copa Libertadores da América de 2009, com destaque para Juan Sebastián Verón (terceiro em pé, da direita para a esquerda) e Mauro Boselli (primeiro agachado, da direita para a esquerda), artilheiro da competição com 8 gols marcados

Os anos 1990 não foram fáceis para o Estudiantes de La Plata, a única jornada que marcou o clube foi o ascenso à primeira divisão em 1995. No torneio Apertura, o clube caiu para a segunda divisão. A promoção foi conquistada com um recorde de pontos ainda não alcançado por nenhum outro clube, dirigido por Miguel Angel Russo e Eduardo Lujan Manera a equipe obteve em 42 partidas disputadas, 27 vitórias, 11 empates e 4 derrotas, marcando 86 gols e sofrendo 33. O time tinha Juan Sebastián Verón (o filho), Carlos chiquito Bossio, Edgardo Fabian el Ruso Prátola, Ricardo Rojas, Rubén el Mago Capria, Juan Manuel Llop, José Luis Calderón, Néstor Craviotto, Manuel Santos Aguilar e Claudio París.
Em 1996, já na primeira divisão, com esta mesma base mas tendo como protagonista Martín Palermo, o Estudiantes atingiria a quarta colocação sob o comando de Daniel Córdoba.
A partir de 2003, tendo novamente como técnico Carlos Bilardo, o Estudiantes começara a reformar seu quadro, que a muito não rendia os resultados esperados. Conseguiu assim, obter boas campanhas no Campeonato Apertura de 2004 e Clausura de 2005. O técnico era Mostaza Reinaldo Merlo, e seu trabalho rendeu a classificação do Estudiantes a Libertadores da América, o que não era conseguido desde 1983 pelo clube de La Plata. Esta época teve como destaques o atacante Ernesto Farías (Tecla), que saiu aos 24 anos para o futebol italiano, tendo marcado 96 gols com a camisa Pincha, além do atacante Mariano Pavone (El Tanque), goleador do Campeonato Clausura 2005.
O Estudiantes manteve a base, que conseguira a classificação para a Copa Libertadores da América de 2006 e complementou o elenco com novos valores, como Pablo Lugüercio, Juan Cominges (da seleção peruana), além do veterano José Luis Calderón, que retornava ao clube após 10 anos. A equipe contava com jovens valores, advindos das divisões de base do clube como Mariano Pavone, Marcos Angeleri, José Sosa e Marcelo Carrusca. Liderado pelo técnico Jorge Burruchaga (Campeão da Copa do México). O Estudiantes iniciaria um dos anos mais gloriosos de sua história.
Apesar da eliminação para o São Paulo, nas quartas de finais da Libertadores; os torcedores "Pinchas" jamais esquecerão tal campeonato. Quando a equipe logrou 100% de aproveitamento em casa, com todas as vitórias obtidas nos minutos finais das partidas. Destaque para a sensacional virada sobre o Sporting Cristal do Peru por 4x3, quando perdera por 3x0 até o início da etapa complementar.

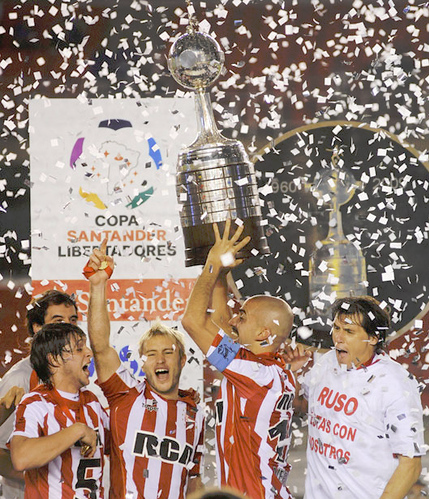
Verón erguendo a taça da Copa Libertadores da América de 2009

No segundo semestre duas mudanças foram de vital importância para a os tricampeões. Burruchaga foi substituído por Diego Simeone e Juan Sebastian Verón, ídolo do futebol argentino, retornou a equipe que o revelou, após recusar milionárias propostas europeias.
Com esta formação, o Estudiantes ganhou o torneio Apertura de 2006, conquistando uma das maiores pontuações da história do campeonato (44 pontos), com direito a 10 vitórias consecutivas e a uma impressionante goleada sobre o rival Gimnasia por 7x0. Mais uma vez várias vitórias foram conquistadas nos momentos finais. O empate em pontos com o Boca Juniors ao final da competição, levou a decisão do título para um jogo extra, que terminou com a vitória Pincha por 2x1 de virada, fechada com um golaço de Pavone. A equipe de Diego Simeone, Verón, Alayés, Sosa, Braña, Calderón e Pavone entrava para a história: o "tabu" de 23 anos estava quebrado.
Em 2008, sob o comando de Verón, a equipe voltou a disputar um título sulamericano: a Copa Sulamericana. Mas no primeiro jogo da final, em La Plata, o Internacional derrubou o favoritismo e a invencibilidade da equipe argentina, com uma vitória por 1 a 0. No segundo jogo, no Beira-Rio, o Estudiantes venceu pelo mesmo placar no tempo normal, mas perdeu o título na prorrogação, com um gol de Nilmar.
Mantendo a mesma base do time vice-campeão da Copa Sulamericana para 2009, o time de La Plata fez uma grande campanha na Copa Libertadores, chegando à final contra o Cruzeiro. Apesar do empate em 0 a 0 no primeiro jogo, o time portenho acreditou na recuperação e buscou o título em pleno Mineirão lotado, vencendo de virada por 2 a 1. O título da Libertadores teve um sabor muito especial para Verón, pois seu pai ("La Bruja" Verón) havia sido tricampeão pelo time, e 39 anos depois, o filho erguia a mesma taça. Disputou contra o Barcelona a final da Copa do Mundo de Clubes da FIFA, mas acabou sendo derrotado de virada por 2x1, na prorrogação, tendo dado adeus ao sonho de tornar-se novamente campeão mundial.
Em 13 de dezembro de 2023, conquistou a Copa Argentina ao derrotar na grande final o Defensa y Justicia por 1x0, gol de Guido Carrillo.

## Títulos
| MUNDIAIS          | MUNDIAIS                          | MUNDIAIS | MUNDIAIS                                                     |
|                   | Competição                        | Títulos  | Temporadas                                                   |
| ----------------- | --------------------------------- | -------- | ------------------------------------------------------------ |
|                   | Copa Intercontinental             | 1        | 1968                                                         |
| INTERCONTINENTAIS |                                   |          |                                                              |
|                   | Competição                        | Títulos  | Temporadas                                                   |
|                   | Copa Interamericana               | 1        | 1968                                                         |
| CONTINENTAIS      |                                   |          |                                                              |
|                   | Competição                        | Títulos  | Temporadas                                                   |
|                   | Copa Libertadores da América      | 4        | 1968, 1969, 1970 e 2009                                      |
| NACIONAIS         |                                   |          |                                                              |
|                   | Competição                        | Títulos  | Temporadas                                                   |
|                   | Campeonato Argentino              | 6        | 1913, 1967, 1982, 1983, 2006 e 2010                          |
|                   | Copa da Argentina                 | 1        | 2023                                                         |
|                   | Copa da Liga Argentina            | 1        | 2024                                                         |
|                   | Trofeo de Campeones               | 1        | 2024                                                         |
|                   | Copa Escobar                      | 1        | 1944                                                         |
|                   | Copa de la República              | 1        | 1945                                                         |
|                   | Campeonato Argentino - 2ª Divisão | 3        | 1911, 1954 e 1995                                            |
| TOTAL             |                                   |          |                                                              |
|                   | Títulos                           | 17       | 1 Mundial, 1 Intercontinental, 4 Continentais e 11 Nacionais |

 Campeão Invicto

## Partidas históricas
13 de Março de 1932 - Estádio  57 y 1 (La Plata, Argentina)
Estudiantes 6 x 1 Gimnasia - Primeira grande goleada do clássico platense, só superada 74 anos depois. Época dos los professores, gols marcados por Enrique Guaita (2), Alberto Zozaya (2), Héctor Castro e Manuel "el Nolo" Ferreira.
7 de Abril de 1935 - Estádio  57 y 1 (La Plata, Argentina)
Estudiantes 9 x 1 Lanus - Maior goleada aplicada pelo clube na era profissional da Argentina.
3 de Agosto de 1967 - Estádio La Bombonera (Buenos Aires - Argentina)
Estudiantes 4 x 3 Platense - Após estar perdendo por 3 x 1  e com um jogador a menos, devido a lesão de Barale, o Estudiantes terminou vencendo por 4 a 3 com gols de Conigliaro, Verón, Bilardo e Madero de penalti.
6 de Agosto de 1967 - Estádio San Lorenzo de Almagro (Buenos Aires - Argentina)
Estudiantes 3 x 0 Racing Club - Estudiantes quebra a hegemonia dos 5 grandes e conquista seu primeiro campeonato Argentino da primeira divisão na era profissional, vencendo o então campeão da libertadores Racing Club, gols de Madero aos 52, Verón aos 69, Ribaudo aos 72; destaque para o golaço de la bruja Verón.
2 de Maio de 1968 - Estádio La Plata (La Plata, Argentina)
Estudiantes 2 x 1 Palmeiras - Primeiro jogo da finalíssima da Libertadores da América de 1968. Após começar perdendo por 1x0 o Estudiantes conseguiu a virada com um belo gol de  La Bruja Verón driblando 4 marcadores e virou aos 42 da etapa complementar com Bocha Flores.
16 de Maio de 1968 - Estádio Centenario (Montevideo, Uruguai)
Estudiantes 2 x 0 Palmeiras - Primeiro título da Libertadores da América. Ribaudo e La Bruja Verón marcaram os gols.
25 de Setembro de 1968 - Estádio La Bombonera (Buenos Aires - Argentina)
Estudiantes 1 x 0 Manchester United - Primeiro jogo da final do Mundial de Clubes, o gol foi marcado por Marcos Conigliaro.
16 de Outubro de 1968 - Estádio Old Trafford (Manchester - Inglaterra)
Estudiantes 1 x 1 Manchester United - O Estudiantes é campeão mundial de clubes, em pleno Old Trafford, o mítico La Bruja Verón marcou o único gol do Estudiantes logo no início da partida.
22 de Maio de 1969 - Estádio La Plata (La Plata, Argentina)
Estudiantes 2 x 0 Nacional - Segundo título consecutivo da Libertadores da América. Os gols foram marcados por Flores e Conigliaro.
4 de Dezembro de 1969 - Estádio La Plata (La Plata, Argentina)
Estudiantes 3 x 1 Santos - Vitória Pincha sobre o Santos de Pelé. Os gols foram marcados por Verón, Conigliaro, Verón (desta vez de pênalti) e Manuel Maria descontou para o Santos.
21 de Maio de 1970 - Estádio La Plata (La Plata, Argentina)
Estudiantes 1 x 0 Peñarol - Primeiro jogo da decisão da Libertadores de 1970, que levaria o Estudiantes ao terceiro título consecutivo. O gol foi de Togneri, aos 42 do segundo tempo.
24 de Junho de 1983 - Estádio La Plata (La Plata, Argentina)
Estudiantes 3 x 3 Grêmio - No triangular que classificaria um clube para a final da Libertadores de 1983 o Estudiantes perdia para o time brasileiro em La Plata por 3x1, com 4 jogadores expulsos. Jogando 30 minutos com sete, o clube de La Plata empatou a partida, na raça, no grito da torcida e no roubo, já que no intervalo os juízes e dirigentes do Estudiantes disseram que se o Grêmio não deixasse eles empatarem, os jogadores gremistas morreriam.
21 de Fevereiro de 2006 - Estádio Centenário de Quilmes (Quilmes, Argentina)
Estudiantes 4 x 3 Sporting Cristal - Pela segunda rodada da Taça Libertadores da América, o Sporting Cristal do Peru vencia o Estudiantes no fim do primeiro tempo por 3x0. No segundo tempo o time argentino conseguiu uma virada brilhante, com o último gol sendo marcado por Luguercio aos 45 do segundo tempo, esta foi a primeira de uma série de vitórias conquistadas pelo Estudiantes com gols no final da partida e normalmente de virada.
15 de Outubro de 2006 - Estádio Único (La Plata, Argentina)
Estudiantes 7 x 0 Gimnasia - Maior goleada da História do clássico platense. Com 3 gols de Calderón, dois de Diego Galván, 1 de Pavone e outro de Luguercio, o Estudiantes seguia como uma locomotiva rumo ao seu quarto título Argentino.
13 de Dezembro de 2006 - Estádio Velez Sarsfield (Buenos Aires, Argentina)
Estudiantes 2 x 1 Boca Juniors - Virada histórica do Estudiantes sobre o Boca na final do Campeonato Nacional. O time de Maradona precisava de um ponto (empate) para sagrar-se campeão faltando duas rodadas para o fim. A derrota nas duas partidas levou o time de La Boca para uma partida extra de desempate com o Estudiantes. Apesar do Boca Juniors começar marcando, o Estudiantes conseguiu virar o jogo nos últimos minutos, calando a famosa torcida do rival e sagrando-se campeão argentino pela quarta vez.
15 de Julho de 2009 - Estádio Mineirão (Belo Horizonte, Brasil)
Cruzeiro 1 x 2 Estudiantes - Após 39 anos o Estudiantes voltou a conquistar o máximo campeonato do continente  vencendo o Cruzeiro em pleno Mineirão. Após um empate em La Plata por 0x0 a equipe do treinador Sabella ganhou de virada por 2x1 com gols dos atacantes Gata Fernandez e Boselli.

## Escudo

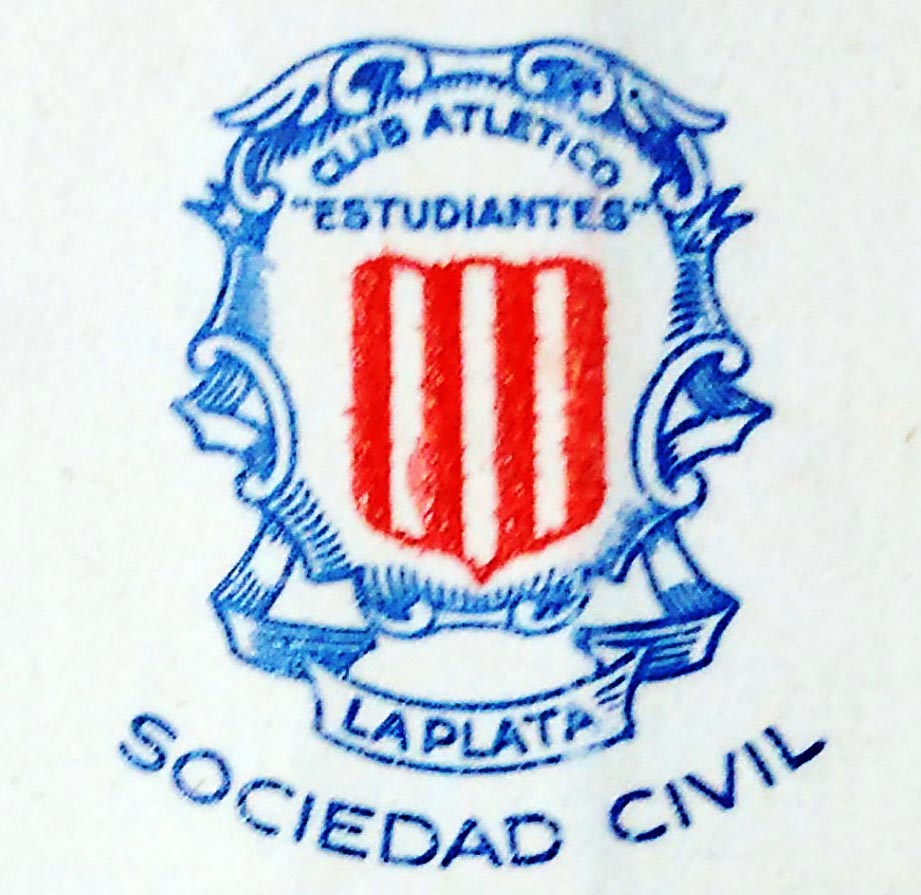
Escudo fundacional com a primeira sigla do clube.

Diferentes entre si, o Estudiantes utilizou vários escudos como sua insígnia oficial, alguns dos quais foram incorporados à sua camisa de futebol em diferentes períodos de sua história: o fundacional, com as roupas vermelhas e brancas com listras verticais como principal referência e a incorporação do primeiro nome da instituição (Club Atlético «Estudiantes»); o actual e mais tradicional, nas primeiras décadas com a inscrição da sigla das suas iniciais de fundação («CAE») e depois com os seus nomes mais actuais: «CELP» (Clube Estudiantes de La Plata) e «EdeLP» (Estudiantes de La Plata); aquele desenhado em 1988 no 20º aniversário da maior conquista do clube, a Copa Intercontinental, que trouxe a imagem daquele troféu conquistado contra o Manchester United, da Inglaterra; e a flâmula, que voltou a ser vista no campeonato de 1987/88 e entre 1994 e 2011. Em 1999, seria modificada pela firma Olan para incorporar o desenho da mascote oficial nas roupas do time de futebol, no centro o desenho de um leão, em preto e branco.
Desde 2000, estrelas bordadas em ouro foram fixadas à flâmula original, circundando-a em forma circular, uma para cada título oficial da Primeira Divisão e copa internacional (11) conquistada pela instituição na era profissional do futebol argentino.
O escudo utilizado pela instituição até 2011, que foi criado como distintivo em 1934, é composto por uma flâmula vermelha e branca, intercaladas em metades horizontais, na lateral esquerda da qual se destaca a letra “E” em referência ao nome de o clube; atrás, em tons verdes, reverberam duas folhas de carvalho, ícone da força e do saber (em associação direta com as raízes acadêmicas fundadoras da instituição e da Universidade Nacional de La Plata), e uma bolota na parte inferior.
A partir de 2012, o escudo reincorporou a insígnia fundadora, acrescentando, no topo, uma estrela dourada que, até 2015, tinha a inscrição “11” no interior, alusiva aos já referidos títulos oficiais obtidos no profissionalismo. A mesma empresa fornecedora de roupas, a Adidas, desenhou naquele ano um escudo circular alternativo com um desenho em vermelho e branco que remete a um dos apelidos com que o clube é identificado: o leão, que foi descontinuado no ano seguinte.
Em 2020, o time de futebol mais uma vez usou a insígnia como escudo oficial, embora as características folhas de carvalho e bolota não tenham sido incorporadas e o escudo que vinha sendo adotado até então passou a ser o escudo social do clube.

## Torcida
A torcida do Estudiantes, de acordo com pesquisa realizada pela la consultora Equis é a sétima maior da Argentina. Cerca de 1.5% dos argentinos torcem para o Estudiantes, além do Rosário Central a equipe fica atrás somente dos considerados os 5 grandes clubes da Argentina (Independiente, Boca Juniors, Racing Club, San Lorenzo de Almagro e River Plate). O Estudiantes é conhecido na Argentina como "Pincha", e a torcida como la Pincharrata. E é tida como uma das mais fanáticas do país, o que faz o fator campo, um dos mais fortes aliados do clube de La Plata.

## Estrutura

### Estádio

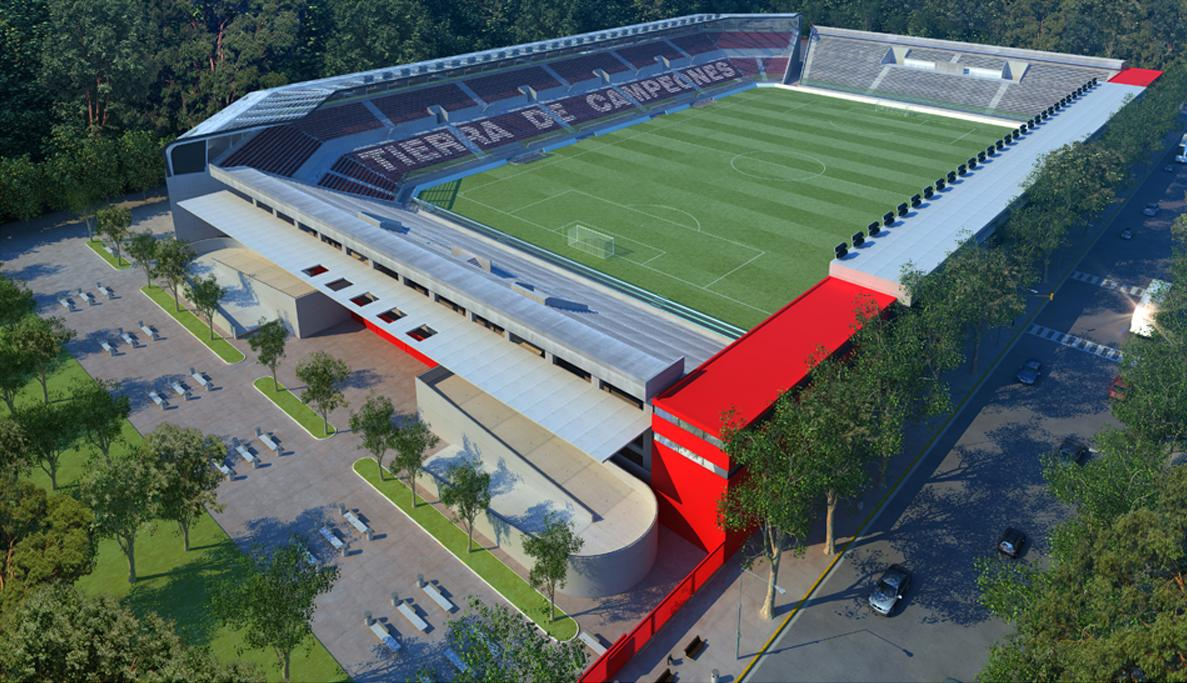
Projeto do novo estádio do Estudiantes.

Estádio Jorge Luis Hirschi localizado na avenida 1st , entre as ruas 55th ed 57th, no centro de La Plata. Seu nome é uma homenagem ao presidente do clube de 1927 a 1932 época que o Estudiantes era comandado pelos lo professores considerada sua primeira grande equipe. Em sua origem a capacidade era de 28 mil espectadores, e a maior parte das arquibancadas são de madeira. Foi inaugurado em 25 de dezembro de 1907.
Atualmente o Estádio está sendo remodelado, em uma negociação que envolveu, o Estudiantes, o município de La Plata e o Presidente da Nação, Néstor Kirchner. As obras foram concluídas em meados de 2008. O estádio tem instalações modernas e capacidade para 20 mil espectadores sentados, de acordo com as novas exigências da FIFA. Durante o período de reformas o Estudiantes jogou no estádio Municipal de La Plata, normalmente utilizado pelo rival.
Para jogos internacionais, o Estudiantes tradicionalmente usa o estádio Ciudad de La Plata (Inaugurado em 25 de maio de 2003 e localizado em La Plata, é um dos estádios mais modernos da América Latina, com 53.000 lugares).

### Country Club
Em 1967, com o começo dos Anos de Gloria, a situação econômica do Clube melhorava a cada dia com a crescente adesão de associados. Neste contexto, um grupo convenceu o então presidente do clube Don Mariano Mangano para adquirir um terreno no bairro City Bell e neste local iniciaram as obras do Country Club que hoje leva seu nome.
Hoje o clube possui uma ótima estrutura. Possui uma piscina na forma de Y com capacidade para 7 milhões de litros. Com área para competições e lazer do associados, possui área de recreio, acampamentos, campos de hockey, futebol infantil, feminino, voley e um moderno e amplo setor para concentração da equipe da primeira Divisão de futebol.

### Golf
É uma área de 54 hectares, com um importante campo de golfe com 27 percursos de qualidade internacional. É um orgulho para cidade, esta situado na rua 9 e 35 e forma parte do clube da instituição.

### Sede
No ano de 1953, a Comissão Diretiva encarou a possibilidade de unir com o Club La Plata que devido sua idade e importância estava arraigado na história da sociedade platense. Tal unificação se concretizou em 21 de setembro do mesmo ano, quando a entidade passou a se chamar Club Estudiantes de La Plata, agregando valores ao acervo material do clube e adquirindo um recinto fechado para prática de distintas atividades.
Hoje a sede social do clube está localizada na rua 53 Nº 620. Possui uma área de 6.500 m², integrada por oito pisos onde funciona a administração central, bar, lojas e desenvolvem-se vários tipos de disciplinas das quais se destaca a natação, sendo um dos poucos clubes de La Plata que conta com piscina térmica.

## Recordes
- Equipe a marcar o primeiro gol na era profissional da Argentina. Gol de Zozaya contra o Talleres em 1931.
- O Clube teve o primeiro artilheiro da história do futebol argentino, Alberto Zozaya, que foi o goleador máximo do campeonato no ano de 1931, no primeiro torneio profissional da primeira divisão local.
- O Estudiantes foi a primeira equipe Argentina a quebrar o monopólio dos cinco grandes do país (San Lorenzo, River Plate, Independiente, Racing e Boca Juniors) e vencer o campeonato local no ano de 1967.
- Primera equipe a conquistar a libertadores 3 vezes consecutivas.
- Primeiro clube da América a disputar 4 finais consecutivas da Taça Libertadores da América entre 1968 e 1971.
- Única equipe do futebol argentino a ser vice-campeão invicto no torneio nacional em 1967.
- Única equipe não inglesa a comemorar um título no estádio Old Trafford do Manchester United. Se trata do Mundial de Clubes vencido em 1968, após uma vitória por 1x0 sobre o clube inglês na Argentina e o empate em 1x1 na Inglaterra.
- Na Taça Libertadores de 2009 o Estudiantes quebrou o record argentino de maior tempo sem levar gols. Foram 800 minutos com a meta do goleiro Mariano Andujar invicta. Andujar superou também o lendário goleiro do Boca Juniors Hugo Gatti que ficara 767 minutos sem tomar gols na copa Libertadores de 1967 pelo River Plate e 1977 pelo Boca Juniors.

## Registros históricos
- Em 1913 o Estudiantes foi campeão argentino da primeira divisão pela primeira vez, conquistando o direito de participar da copa Rioplatense contra o campeão uruguaio, o River Plate de Montivideo. Consta que o Estudiantes foi campeão vencendo por 4x1. Entretanto muitos afirmam que esta partida nunca aconteceu.
- Existe uma história, ou lenda, de que Ademir da Guia, craque do Palmeiras da década de 1960 e 70, teria sido cutucado com um objeto pontiagudo durante um dos três jogos das finais da Libertadores de 1968 contra o Estudiantes por Carlos Bilardo. A verdade é que nem Ademir soube explicar o que teria sido usado pelo argentino, mas confessou que sentiu as picada de um objeto não identificado. Dizem que Bilardo estaria usando uma agulha ou bisturi para auxiliar na marcação do craque palmeirense. Verdade mesmo é que os talentos palmeirenses foram anulados pelos argentinos e quem fez a diferença foi o feitiço de La bruja Verón, que com um gol em cada uma das 3 decisões foi decisivo para trazer o título para La Plata.
- Na final do Mundial Interclubes de 1969 entre Milan e Estudiantes, os jogadores pincharratas Alberto Poletti, Eduardo Manera e Ramón Aguirre Suárez foram presos após o final da partida na cidade de Buenos Aires, devido as agressões entre os jogadores de ambas as equipes que se sucederam no campo de jogo. Nesta época a Argentina era governada pelo ditador Juan Carlos Onganía. A partida terminou 2 x 1 para o Estudiantes, entretanto o Milan conseguiu o título devido a vitória na Itália por 3x0.
- A equipe platina passou por maus momentos no início da década de 1990 chegando a cair para o nacional B, entretanto recuperou-se rapidamente e subiu em apenas uma temporada conquistando uma pontuação recorde na competição até hoje, aquela equipe contava com jogadores como Juan Sebástian Verón, Capria, José Luis Calderón e Prátola.
- Uma característica que vem marcando os Pinchas nos últimos anos é o grande número de bons centroavantes que a equipe vem revelando. Dentre os atacantes revelados em la Plata que já foram artilheros do argentino em atividade atualmente podemos citar: Martin Palermo, Ernesto Farias, Calderón, Mariano Pavone, Bernardo Romeo e Luciano Galletti.
- Na Taça Libertadores de 2006, "El Pincha" venceu todas partidas que disputou dentro de casa e todas com gols no fim. Na segunda rodada da fase de grupos, perdia para o Sporting Cristal por 3 a 0 no intervalo e chegou à virada aos 44min do segundo tempo. Depois, bateu o Independiente de Santa Fé por 1 a 0, com gol marcado aos 37min da etapa final. E na rodada derradeira, quando precisava triunfar para classificar-se, começou perdendo para o Bolívar e conseguiu fazer 2 a 1 aos 46min do período complementar. Nas oitavas bateu o Goiás por 2x0, com gols aos 36 e 46 minutos. E nas quartas venceu o São Paulo, por 1x0 gol aos 42min da etapa final. Entretanto acabou sendo eliminado nos pênaltis para a equipe brasileira, após ser derrotado pelos mesmos 1x0.

## Estatísticas

### Campanhas no Campeonato Argentino

#### Era amadora
O Estudiantes disputou os campeonatos de 1912 a 1914 pela Federación Argentina de Football, paralelamente era disputado outro campeonato nacional pela Asociación Argentina de Football que era a única reconhecida pela FIFA. Entretanto ambas associações fundiram-se em 1915 quando passaram a disputar um campeonato unificado. Os principais clubes argentinos abandonariam esta associação em 1930, para criação da liga profissional.
| Ano  | Posição | Ano  | Posição |
| ---- | ------- | ---- | ------- |
| 1912 | 3º      | 1922 | 11º     |
| 1913 | 1º      | 1923 | 5º      |
| 1914 | 2º      | 1924 | 10º     |
| 1915 | 6º      | 1925 | 5º      |
| 1916 | 12º     | 1926 | 15º     |
| 1917 | 6º      | 1927 | 11º     |
| 1918 | 7º      | 1928 | 3º      |
| 1919 | 11º     | 1929 | 16º     |
| 1920 | 9º      | 1930 | 2º      |
| 1921 | 8º      |      |         |

#### Era profissional
- Temporadas na Primera Divisão: 74
- Temporadas na Segunda Divisão: 2
- Maior goleador da história do clube: Manuel Pelegrina, com 221 gols em 461 partidas.
- Quem disputou mais partidas: Abel Ernesto Herrera, com 467 partidas entre 1972 e 1988.
- Maior goleada a favor: 9-1 contra o Lanús, em 7 de abril de 1935.
- Maior goleada contra: 0-8 contra o San Lorenzo, em 25 de setembro de 1960.

| Ano  | Posição | Ano  | Posição | Ano  | Posição | Ano  | Posição |
| ---- | ------- | ---- | ------- | ---- | ------- | ---- | ------- |
| 1931 | 3º      | 1941 | 8º      | 1951 | 10º     | 1961 | 14º     |
| 1932 | 6º      | 1942 | 6º      | 1952 | 12º     | 1962 | 14º     |
| 1933 | 10º     | 1943 | 5º      | 1953 | 16º     | 1963 | 9º      |
| 1934 | 5º      | 1944 | 3º      | 1954 | -       | 1964 | 14º     |
| 1935 | 7º      | 1945 | 6º      | 1955 | 14º     | 1965 | 5º      |
| 1936 | 11º     | 1946 | 5º      | 1956 | 12º     | 1966 | 7º      |
| 1937 | 10º     | 1947 | 4º      | 1957 | 7º      |      |         |
| 1938 | 7º      | 1948 | 3º      | 1958 | 9º      |      |         |
| 1939 | 9º      | 1949 | 6º      | 1959 | 10º     |      |         |
| 1940 | 6º      | 1950 | 6º      | 1960 | 13º     |      |         |

| Ano  | Metropolitano | Nacional | Ano  | Metropolitano | Nacional |
| ---- | ------------- | -------- | ---- | ------------- | -------- |
| 1967 | 1º            | 2º       | 1977 | 11º           | 22º      |
| 1968 | 2º            | 14º      | 1978 | 3º            | 14º      |
| 1969 | 5º            | 10º      | 1979 | 23º           | 6º       |
| 1970 | 16º           | 10º      | 1980 | 12º           | 10º      |
| 1971 | 13º           | 15º      | 1981 | 14º           | 9º       |
| 1972 | 13º           | 22º      | 1982 | 3º            | 1º       |
| 1973 | 7º            | 10º      | 1983 | 1º            | 6º       |
| 1974 | 11º           | 15º      | 1984 | 9º            | 3º       |
| 1975 | 13º           | 2º       | 1985 | 7º            |          |
| 1976 | 3º            | 10º      |      |               |          |

| Ano     | Nacional | Ano     | Nacional |
| ------- | -------- | ------- | -------- |
| 1985/86 | 16º      | 1988/89 | 8º       |
| 1986/87 | 12º      | 1989/90 | 16º      |
| 1987/88 | 16º      |         |          |

| Ano       | Apertura | Clausura | Ano     | Apertura | Clausura |
| --------- | -------- | -------- | ------- | -------- | -------- |
| 1990/91   | 7º       | 9º       | 2000/01 | 7º       | 9º       |
| 1991/92   | 17º      | 17º      | 2001/02 | 6º       | 8º       |
| 1992/93   | 7º       | 13º      | 2002/03 | 19º      | 8º       |
| 1993/94   | 20º      | 16º      | 2003/04 | 11º      | 14º      |
| 1994/95   | -        | -        | 2004/05 | 4º       | 4º       |
| 1995/96   | 9º       | 4º       | 2005/06 | 7º       | 11º      |
| 1996/97   | 11º      | 16º      | 2006/07 | 1º       | 3º       |
| 1997/98   | 10º      | 12º      | 2007/08 |          |          |
| 1998/99   | 12º      | 15º      | 2008/09 |          |          |
| 1999/2000 | 10º      | 7º       | 2009/10 |          |          |

### Confrontos no futebol argentino
Confronto com os principais clubes do país
| Rivais            | Jogos | Vitórias | Empates | Derrotas |
| ----------------- | ----- | -------- | ------- | -------- |
| Argentinos        | 102   | 39       | 29      | 34       |
| Arsenal           | 11    | 3        | 6       | 2        |
| Banfield          | 76    | 29       | 20      | 27       |
| Boca              | 166   | 32       | 39      | 95       |
| Cólon             | 57    | 13       | 18      | 27       |
| Gimnasia de Jujuy | 20    | 10       | 5       | 5        |
| Gimnasia de LP    | 142   | 48       | 50      | 44       |
| Independiente     | 154   | 42       | 47      | 65       |
| Instituto         | 32    | 13       | 9       | 10       |
| Newell´s          | 126   | 46       | 34      | 47       |
| Olimpo            | 10    | 5        | 4       | 1        |
| Quilmes           | 57    | 26       | 18      | 13       |
| Racing            | 154   | 58       | 37      | 59       |
| River             | 151   | 31       | 31      | 89       |
| Rosário Central   | 135   | 49       | 38      | 48       |
| San Lorenzo       | 153   | 44       | 44      | 65       |
| Velez             | 147   | 49       | 43      | 55       |
| Belgrano          | 22    | 8        | 9       | 5        |
| Chicago           | 13    | 7        | 3       | 3        |
| Godoy Cruz        | 3     | 2        | 0       | 1        |
| San Martin        | 3     | 2        | 0       | 1        |
| Tigre             | 43    | 24       | 9       | 10       |
| Huracán           | 134   | 57       | 38      | 39       |

Tabela histórica do Campeonato Argentino
| Pos | Equipe                         | Partidas | Vitórias | Empates | Derrotas | Gols Feitos | Gols Sofridos | Pontos |
| --- | ------------------------------ | -------- | -------- | ------- | -------- | ----------- | ------------- | ------ |
| 1   | River Plate                    | 2916     | 1560     | 738     | 618      | 5602        | 3325          | 4130   |
| 2   | Boca Juniors                   | 2898     | 1448     | 769     | 684      | 5127        | 3314          | 3950   |
| 3   | Independiente                  | 2888     | 1298     | 802     | 787      | 4894        | 3589          | 3601   |
| 4   | San Lorenzo                    | 2835     | 1263     | 798     | 774      | 4874        | 3680          | 3560   |
| 5   | Velez Sarsfield                | 2780     | 1126     | 805     | 849      | 4243        | 3645          | 3282   |
| 6   | Racing Club                    | 2763     | 1112     | 822     | 829      | 4444        | 3691          | 3231   |
| 7   | Estudiantes de La Plata        | 2797     | 1050     | 782     | 965      | 4210        | 3937          | 3072   |
| 8   | Newell's Old Boys              | 2516     | 903      | 778     | 840      | 3695        | 3323          | 2756   |
| 9   | Rosário Central                | 2493     | 886      | 749     | 858      | 3617        | 3455          | 2697   |
| 10  | Huracán                        | 2495     | 923      | 658     | 914      | 3927        | 3837          | 2578   |
| 11  | Gimnasia y Esgrima de La Plata | 2473     | 825      | 713     | 944      | 3589        | 3972          | 2563   |
| 12  | Ferro Carril Oeste             | 2330     | 719      | 739     | 872      | 3054        | 3531          | 2231   |
| 13  | Argentinos Juniors             | 2113     | 640      | 647     | 826      | 2791        | 3211          | 2027   |
| 14  | Platense                       | 2021     | 598      | 622     | 801      | 2709        | 3220          | 1873   |
| 15  | Lanús                          | 1819     | 565      | 501     | 753      | 2664        | 3143          | 1796   |

### Campanhas em Taça Libertadores
| Ano  | Posição       |
| ---- | ------------- |
| 1968 | campeão       |
| 1969 | campeão       |
| 1970 | campeão       |
| 1971 | finalista     |
| 1976 | primeira-fase |
| 1982 | primeira-fase |
| 1983 | semifinal     |
| 2006 | quartas       |
| 2008 | oitavas       |
| 2009 | campeão       |
| 2010 | quartas       |

### Maiores goleadores

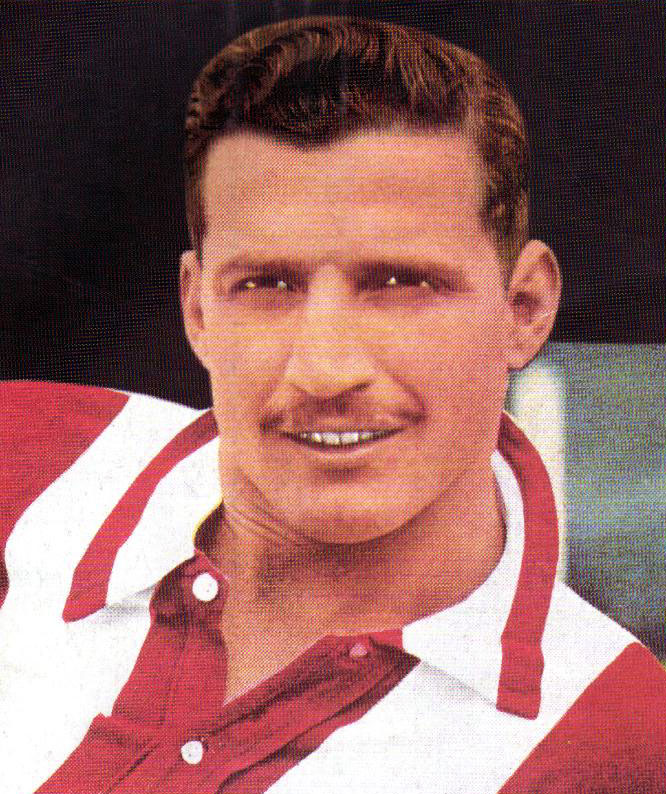
Ricardo Infante, segundo maior goleador da história do clube

| Jogador          | Gols |
| ---------------- | ---- |
| Manuel Pelegrina | 221  |
| Ricardo Infante  | 180  |
| Alberto Zozaya   | 144  |
| Hugo Gottardi    | 127  |
| Ernesto Farías   | 96   |

### Jogadores com mais partidas
| Jogador            | Partidas |
| ------------------ | -------- |
| Abel Herrera       | 467      |
| Manuel Pelegrina   | 461      |
| Miguel Angel Russo | 420      |
| Oscar Pezzano      | 351      |
| Gabriel Ogando     | 347      |

## Rivalidades
O principal rival do Estudiantes é o Gimnasia y Esgrima, com o qual realiza o "Clasico Platense".

### Outras rivalidades
Além do clássico de La Plata, o Estudiantes mantém outras rivalidades menores com os chamados cinco grandes clubes do futebol argentino, Boca Juniors, River Plate, Independiente, Racing e San Lorenzo. Também desenvolveu alguma rivalidade com o Vélez Sarsfield.

## Elenco atual
Última atualização: 24 de junho de 2025.

## Bibliografía
- (1993), Historia del Fútbol Argentino, Buenos Aires, Ediciones La Nación.
- (1995), El Gráfico. Anuario del Fútbol 94/95, Buenos Aires, Editorial Atlántida, agosto de 1995, Nº 91.
- (1997), Olé de Colección: Diccionario Enciclopédico del Fútbol, Buenos Aires, AGEA.
- (1997), Historia de Estudiantes de La Plata, 1905-1997, La Plata, Ediciones Diário Hoy.
- (2000), Enciclopedia Multimedia del Fútbol Argentino, Buenos Aires, Editorial Perfil.
- (2001), Olé de Colección: Diccionario Enciclopédico ABC del Ascenso, publicación = Buenos Aires, AGEA.
- (2004), Fútbol: Historia y Estadísticas, Buenos Aires, Editorial Perfil, 2004-2006, Nº 1 al 67.
- (2005), Estudiantes del Mundo: 100 años de gloria, La Plata, Ediciones Diário El Día.
- (2006), Gran Campeón. El increíble equipo del Cholo Simeone, La Plata, Ediciones Diário El Día.
- (2006), El Gráfico, Edición Especial: Estudiantes Campeón del Apertura 2006, Buenos Aires, Avilacab, diciembre de 2006, Nº 260.